# Christella
Christella es un género con unas 50 especies de helechos perteneciente a la familia Thelypteridaceae. Comprende 118 especies descritas y de estas, solo 19 aceptadas.

## Taxonomía
El género fue descrito por Augustin Hector Léveillé y publicado en Flore du Kouy-Tchéou 472. 1915.
Etimología
Christella: nombre genérico que fue otorgado en honor del botánico suizo Konrad Hermann Heinrich Christ. La mayoría de las plantas se distribuyen en áreas tropicales o subtropicales. Un ejemplo australiano es C. dentata.

## Especies
- Christella afzelii (C. Chr.) Holttum
- Christella arida (D. Don) Holttum ex C.M. Kuo
- Christella assamica (Bedd.) Holttum
- Christella balansae (Ching) Holttum
- Christella calvescens (Ching) Holttum
- Christella conspersa (Schrad.) Á. Löve & D. Löve
- Christella dentata (Forssk.) Holttum
- Christella distans (Hook.) Holttum
- Christella evoluta (Clarke & Baker) Holttum
- Christella guienziana (Mett.) Holttum
- Christella hilsenbergii (C. Presl) Holttum
- Christella hispidula (Decne.) Holttum
- Christella × invisa (Sw.) Pic. Serm.
- Christella multifrons (C. Chr.) Holttum
- Christella parasitica (L.) Holttum
- Christella prolixa (Willd.) Holttum
- Christella scaberula (Ching) Holttum
- Christella serra (Sw.) Pic. Serm.
- Christella sophoroides (Thunb.) H. Lév.